# Чемпионат СССР по самбо 1989
43-й Чемпионат СССР по самбо проходил в Алма-Ате с 8 по 11 июля 1989 года.

## Медалисты
| Весовая категория              | Золото                                        | Серебро                                     | Бронза                                                                                   |
| ------------------------------ | --------------------------------------------- | ------------------------------------------- | ---------------------------------------------------------------------------------------- |
| Наилегчайший вес (до 48 кг)    | Аскар Шайхиев Профсоюзы (Уральск)             | Николай Цыпандин Вооружённые Силы (Минск)   | Джейхун Мамедов Вооружённые Силы (Баку) Грачик Геворкян Вооружённые Силы (Краснодар)     |
| Легчайший вес (до 52 кг)       | Гурген Тутхалян Вооружённые Силы (Ереван)     | Виктор Тихонов Вооружённые Силы (Фрунзе)    | Алмас Мусабеков Профсоюзы (Джамбул) Марат Темирбулатов Вооружённые Силы (Павлодар)       |
| Полулёгкий вес (до 57 кг)      | Рахим Машарипов Профсоюзы (Ургенч)            | Алексей Архипов Профсоюзы (Кстово)          | Ильдус Габдулхаков Профсоюзы (Чайковский) Овик Манукян «Динамо» (Кировакан)              |
| Лёгкий вес (до 62 кг)          | Гагик Казарян «Динамо» (Кировокан)            | Кашран Мамедов Вооружённые Силы (Москва)    | Александр Аксёнов «Динамо» (Владивосток) Юрий Алексеев Профсоюзы (Пенза)                 |
| 1-й полусредний вес (до 68 кг) | Владимир Япринцев Вооружённые Силы (Минск)    | Олег Долгишев Профсоюзы (Смоленск)          | Евгений Есин Профсоюзы (Кстово) Валерий Белов Профсоюзы (Владимир)                       |
| 2-й полусредний вес (до 74 кг) | Сергей Волобуев Профсоюзы (Джамбул)           | Василий Швая Профсоюзы (Краснокамск)        | Николай Игрушкин Профсоюзы (Кстово) Эркин Халиков Вооружённые Силы (Ташкент)             |
| 1-й средний вес (до 82 кг)     | Джемал Мчедлишвили Вооружённые Силы (Тбилиси) | Гусейн Хайбулаев Профсоюзы (Краснодар)      | Вячеслав Елистратов Вооружённые Силы (Барнаул) Александр Задубровский Профсоюзы (Рязань) |
| 2-й средний вес (до 90 кг)     | Игорь Сидоркевич Вооружённые Силы (Москва)    | Тагир Абдулаев «Динамо» (Ленинград)         | Машука Цинамгзавришвили Профсоюзы (Тбилиси) Сергей Камышев Профсоюзы (Рыбинск)           |
| Полутяжёлый вес (до 100 кг)    | Хасмагомед Дикиев Профсоюзы (Грозный)         | Игорь Смирнов Вооружённые Силы Москва       | Ричардас Роцявичюс «Динамо» (Клайпеда) Мурат Озов Профсоюзы (Черкесск)                   |
| Тяжёлый вес (свыше 100 кг)     | Владимир Шкалов Вооружённые Силы (Москва)     | Владимир Емельянов Вооружённые Силы (Минск) | Виктор Сердюков «Динамо» (Симферополь) Станислав Белинский Вооружённые Силы (Барнаул)    |

### Командный зачёт
1. РСФСР;
2. Москва;
3. Казахская ССР;